# Lijst van voetbalinterlands Rusland - Zweden
Deze lijst van voetbalinterlands is een overzicht van alle officiële voetbalwedstrijden tussen de nationale teams van Rusland en Zweden. De landen speelden tot op heden elf keer tegen elkaar, te beginnen met een vriendschappelijke wedstrijd op 4 mei 1913 in Moskou. Het laatste duel, een vriendschappelijke wedstrijd, vond plaats in de Russische hoofdstad op 8 oktober 2020.

## Wedstrijden
| №  | Plaats      | Datum            | Competitie                  | Wedstrijd        | Uitslag |
| -- | ----------- | ---------------- | --------------------------- | ---------------- | ------- |
| 1  | Moskou      | 4 mei 1913       | Vriendschappelijk           | Rusland – Zweden | 1 – 4   |
| 2  | Stockholm   | 5 juli 1914      | Vriendschappelijk           | Zweden − Rusland | 2 − 2   |
| 3  | Detroit     | 24 juni 1994     | WK 1994                     | Rusland – Zweden | 1 – 3   |
| 4  | Örebro      | 19 augustus 1998 | Vriendschappelijk           | Zweden – Rusland | 1 – 0   |
| 5  | Moskou      | 21 augustus 2002 | Vriendschappelijk           | Rusland – Zweden | 1 – 1   |
| 6  | Innsbruck   | 18 juni 2008     | EK 2008                     | Rusland – Zweden | 2 – 0   |
| 7  | Solna       | 9 oktober 2014   | EK 2016 kwalificatie        | Zweden – Rusland | 1 – 1   |
| 8  | Moskou      | 5 september 2015 | EK 2016 kwalificatie        | Rusland – Zweden | 1 – 0   |
| 9  | Kaliningrad | 11 oktober 2018  | UEFA Nations League 2018/19 | Rusland – Zweden | 0 – 0   |
| 10 | Solna       | 20 november 2018 | UEFA Nations League 2018/19 | Zweden – Rusland | 2 − 0   |
| 11 | Moskou      | 8 oktober 2020   | Vriendschappelijk           | Rusland – Zweden | 1 – 2   |

## Samenvatting
| Competitie          | Totaal gespeeld | Winst Rusland | Gelijk | Winst Zweden | Doelsaldo Rusland – Zweden |
| ------------------- | --------------- | ------------- | ------ | ------------ | -------------------------- |
| WK-eindronde        | 1               | 0             | 0      | 1            | 1 − 3                      |
| EK-eindronde        | 1               | 1             | 0      | 0            | 2 − 0                      |
| EK-kwalificatie     | 2               | 1             | 1      | 0            | 2 − 1                      |
| UEFA Nations League | 2               | 0             | 1      | 1            | 0 − 2                      |
| Vriendschappelijk   | 5               | 0             | 2      | 3            | 5 − 10                     |
| Totaal              | 11              | 2             | 4      | 5            | 10 − 16                    |

## Details

### Derde ontmoeting
| WK 1994 (Detroit, Verenigde Staten, 24 juni 1994): |              | |
| Rusland | 1 – 3        | Zweden |
| Oleg Salenko 4' (pen.) | goals        | 39' (pen.) Tomas Brolin 60' Martin Dahlin 81' Martin Dahlin |
| Pavel Sadyrin | bondscoach   | Tommy Svensson |
| Dmitri Charin Viktor Onopko Sergei Gorlukovich Dmitri Kuznetsov Dmitri Popov 41' Joeri Nikiforov Dmitri Khlestov Dmitri Radtsjenko Aleksandr Borodjoek 51' Aleksandr Mostovoj Oleg Salenko | opstellingen | Thomas Ravelli Roland Nilsson Patrik Andersson 89' Joachim Björklund Roger Ljung Stefan Schwarz Jonas Thern Klas Ingesson 85' Kennet Andersson Tomas Brolin Martin Dahlin |
| Valeri Karpin 41' Dmitri Galiamin 51' | wissels      | 85' Henrik Larsson 89' Magnus Erlingmark |
| Dmitri Charin 34' | gele kaarten | 42' Kennet Andersson 52' Stefan Schwarz 58' Martin Dahlin |
| Sergei Gorlukovich 2', 49' | rode kaarten | |

### Vierde ontmoeting
| Vriendschappelijk (Orebro, Zweden, 19 augustus 1998): |       |         |
| Zweden                                                | 1 – 0 | Rusland |
| Jörgen Pettersson 3'                                  | goals |         |

### Vijfde ontmoeting
| Vriendschappelijk (Moskou, Rusland, 21 augustus 2002): |       |                          |
| Rusland                                                | 1 – 1 | Zweden                   |
| Aleksandr Kerzjakov 56'                                | goals | 90+1' Zlatan Ibrahimović |

### Zesde ontmoeting
| EK 2008 (Innsbruck, Oostenrijk, 18 juni 2008): |              | |
| Rusland | 2 – 0        | Zweden |
| Roman Pavljoetsjenko 24' Andrej Arsjavin 50' | goals        | |
| Guus Hiddink | bondscoach   | Lars Lagerbäck |
| Igor Akinfejev Sergej Ignasjevitsj Denis Kolodin Andrej Arsjavin Sergej Semak Dinijar Biljaletdinov 66' Konstantin Zyrjanov Joeri Zjirkov Roman Pavljoetsjenko 90' Igor Semsjov Aleksandr Anjoekov | opstellingen | Andreas Isaksson 79' Mikael Nilsson Olof Mellberg Petter Hansson Fredrik Stoor Anders Svensson Fredrik Ljungberg Zlatan Ibrahimović Johan Elmander Henrik Larsson 56' Daniel Andersson |
| Ivan Sajenko 66' Vladimir Bystrov 90' | wissels      | 56' Kim Källström 79' Marcus Allbäck |
| Sergej Semak 57' Andrej Arsjavin 65' Denis Kolodin 76' | gele kaarten | 10' Andreas Isaksson 49' Johan Elmander |

### Zevende ontmoeting
| EK 2016 kwalificatie (Solna, Zweden, 9 oktober 2014): |              | |
| Zweden | 1 – 1        | Rusland |
| Ola Toivonen 49' | goals        | 10' Aleksandr Kokorin |
| Erik Hamrén | bondscoach   | Fabio Capello |
| Andreas Isaksson Martin Olsson Andreas Granqvist Pierre Bengtsson Mikael Antonsson Kim Källström 86' Erkan Zengin Sebastian Larsson Jimmy Durmaz Ola Toivonen 57' Nabil Bahoui 79' | opstellingen | Igor Akinfejev Vasili Berezoetski Sergej Ignasjevitsj Igor Smolnikov 88' Dmitri Kombarov 73' Aleksandr Samedov 87' Viktor Fajzoelin Oleg Sjatov Denis Gloesjakov Aleksandr Kokorin Artjom Dzjoeba |
| Johan Elmander 57' Alexander Kačaniklić 79' Pontus Wernbloom 86' | wissels      | 73' Maksim Grigorjev 87' Alan Dzagojev 88' Vladimir Granat |
| Erkan Zengin 32' Johan Elmander 80' Pontus Wernbloom 90+6' | gele kaarten | 13' Igor Smolnikov 51' Denis Gloesjakov |